# Zakaria Aboub
Zakaria Aboub est un footballeur international marocain né le 3 juin 1980 à Casablanca avant de devenir entraîneur.

## Statistiques
| Matches internationaux de Zakaria Aboub | Matches internationaux de Zakaria Aboub | Matches internationaux de Zakaria Aboub          | Matches internationaux de Zakaria Aboub | Matches internationaux de Zakaria Aboub | Matches internationaux de Zakaria Aboub | Matches internationaux de Zakaria Aboub  | Matches internationaux de Zakaria Aboub |
| 0                                       | Date                                    | Lieu                                             | Adversaire                              | Score                                   | Résultats                               | Compétitions                             |                                         |
| --------------------------------------- | --------------------------------------- | ------------------------------------------------ | --------------------------------------- | --------------------------------------- | --------------------------------------- | ---------------------------------------- | --------------------------------------- |
| 1                                       | Ww9 18 février 2004                     | Complexe sportif Moulay-Abdallah, Rabat, Maroc   | Suisse                                  | —                                       | 2-1                                     | Match amical                             |                                         |
| 2                                       | 23 mai 2006                             | The Coliseum, Nashville, États-Unis              | États-Unis                              | —                                       | 0-1                                     | Match amical                             |                                         |
| 3                                       | 28 mai 2006                             | Stade olympique Yves-du-Manoir, Colombes, France | Mali                                    | —                                       | 0-1                                     | Match amical                             |                                         |
| 4                                       | 4 juin 2006                             | Camp Nou, Barcelone, Espagne                     | Colombie                                | —                                       | 0-2                                     | Match amical                             |                                         |
| 5                                       | 16 août 2006                            | Complexe sportif Moulay-Abdallah, Rabat, Maroc   | Burkina Faso                            | —                                       | 1-0                                     | Match amical                             |                                         |
| 6                                       | 2 septembre 2006                        | Complexe sportif Moulay-Abdallah, Rabat, Maroc   | Malawi                                  | —                                       | 2-0                                     | Qualifications à la Coupe d'Afrique 2008 |                                         |
| 7                                       | 15 novembre 2006                        | Complexe sportif Moulay-Abdallah, Rabat, Maroc   | Gabon                                   | —                                       | 6-0                                     | Match amical                             |                                         |
| 8                                       | 7 février 2007                          | Complexe sportif Moulay-Abdallah, Rabat, Maroc   | Tunisie                                 | —                                       | 1-1                                     | Match amical                             |                                         |